# Too Much Class for the Neighbourhood
Albums de Dogs
Walking Shadows
(1980) Legendary Lovers
(1983)
Singles
1. Shakin' With Linda

Too Much Class for the Neighbourhood est un album des Dogs, sorti en avril 1982. Produit à Londres par Tony Platt (en), il est souvent considéré comme le meilleur disque du groupe rouennais et c'est commercialement leur plus grande réussite (25000 exemplaires environ).

## Historique
Shakin' With Linda ouvre l'album et a été publié en 45 tours ; il s'agit d'une reprise de Mitch Ryder and The Detroit Wheels (1966), variante de Twistin' With Linda (1962) de The Isley Brothers.

## Réception
Selon l'édition française du magazine Rolling Stone, cet album est le 71e meilleur album de rock français. Il est également inclus dans l'ouvrage Philippe Manœuvre présente : Rock français, de Johnny à BB Brunes, 123 albums essentiels.

## Liste des pistes
| No  | Titre                                | Durée |
| --- | ------------------------------------ | ----- |
| 1.  | Shakin' With Linda                   | 2:40  |
| 2.  | Wanderin' Robin                      | 2:57  |
| 3.  | The Most Forgotten French Boy        | 3:12  |
| 4.  | Gone Gone Gone                       | 2:34  |
| 5.  | Sandy Sandy                          | 2:42  |
| 6.  | Death Lane                           | 2:24  |
| 7.  | M.A.D.                               | 1:26  |
| 8.  | Too Much Class for the Neighbourhood | 2:51  |
| 9.  | Home Is Where I Want to Be           | 2:37  |
| 10. | The Train Kept-a-Rollin'             | 1:50  |
| 11. | Hesitation                           | 3:24  |
| 12. | Lonesome Angie                       | 2:18  |
| 13. | Poisoned Town                        | 3:03  |
| 14. | When I Came Home                     | 2:15  |

### Pistes bonus (réédition CD)
| No  | Titre    | Durée |
| --- | -------- | ----- |
| 15. | Dog Walk | 2:24  |

## Reprise
Sandy Sandy a été repris par Nouvelle Vague sur l'album Couleurs sur Paris (2010).